# Ravindra Varma
Ravindra Varma (* 18. April 1925 in Mavelikara, Distrikt Alappuzha, Britisch-Indien, heute: Kerala; † 10. Oktober 2006) war ein indischer Politiker des Indischen Nationalkongresses (INC) sowie später der Janata Party (JNP), der zwischen 1962 und 1967 sowie erneut von 1977 bis 1984 Mitglied der Lok Sabha und zwischen 1977 und 1979 Minister für parlamentarische Angelegenheiten und Arbeit war.

## Leben

### Studenten- und Jugendfunktionär
Varma, Sohn von K. Goda Varma, absolvierte ein Studium am H. H. The Maharaja’s College of Arts in Trivandrum sowie am Madras Christian College (MCC). Während des Studiums wurde er engagierte er sich in Bewegungen zur Erlangung der Unabhängigkeit Indiens vom Vereinigten Königreich und in der Quit India-Bewegung. Daneben setzt er sich für die Selbstverwaltung in den Fürstenstaaten Travancore und Mysore ein und befand sich wegen seines Engagements mehrmals in Haft. 1944 wurde er Mitglied des Exekutivkomitees der Nationalen Studentenorganisation in der Präsidentschaft Madras und fungierte zwischen 1945 und 1946 als Vizepräsident sowie im Anschluss von 1946 bis 1949 als Präsident des All India Students Congress (AISC), der Studentenorganisation des Indischen Nationalkongresses (INC). 
Zugleich war Varma von 1945 bis 1946 Mitglied des Exekutivkomitees der Internationalen Studentenorganisation und zwischen 1949 und 1950 Verantwortlicher des Vorbereitungskomitees der Nationen Studentenunion. Als solcher war er Präsident der indischen Delegationen bei einer internationalen Studentenkonferenz in Prag 1946 sowie bei der Internationalen Konferenz für Studierendendienste in Aurora 1949. Zugleich fungierte er von 1949 bis 1951 als Sekretär des India Youth Congress (IYC), des Jugendverbandes des INC. Im Anschluss war als Sozialarbeiter tätig und wurde 1957 Präsident des IYC. Daneben war er zwischen 1958 und 1962 Internationaler Präsident der Weltjugendversammlung (World Assembly of Youth) sowie von 1960 bis 1964 Mitglied des Weltausschusseses des Generaldirektors der UNESCO für Erwachsenenbildung.

### Mitglied der Lok Sabha und Zeit des Ausnahmezustand
1958 wurde er Mitglied des Präsidiums der Kongresspartei AICC (All India Congress Committee), dem er bis 1976 angehörte. 1962 wurde Varma für den INC zum Mitglied der Lok Sabha gewählt und gehörte dieser in der dritten Legislaturperiode bis 1967 an. Während seiner Parlamentszugehörigkeit war er von 1962 bis 1963 sowie erneut zwischen 1964 und 1967 Mitglied des Exekutivkomitees der INC-Fraktion. Er war zugleich von 1965 bis 1967 Vorsitzender der Studiengruppe für öffentliche Unternehmungen des Kommission für Verwaltungsreformen sowie im Anschluss von 1967 bis 1969 Vorsitzender der Arbeitsgruppe für Verteidigungsproduktion dieser Kommission. 
Varma fungierte von 1971 bis 1974 als Generalsekretär des AICC. Nachdem Premierministerin Indira Gandhi vom am 25. Juni 1975 den Ausnahmezustand proklamierte, spielte er eine führende Rolle innerhalb der All-India Lok Sangarsh Samiti und wurde im August 1975 deren Generalsekretär. Diese Bewegung organisierte den Widerstand gegen Gandhis Regierung und trat für die Wiederherstellung der Demokratie ein. In seiner Funktion als Generalsekretär der All-India Lok Sangarsh Samiti reiste er durch Indien und baute Untergrundzellen dieser Widerstandsbewegung auf. Anfang Februar 1976 wurde er festgenommen und befand sich bis zu seiner Freilassung am 24. Februar 1977 im Polizeigefängnis.

### Wiederwahl in die Lok Sabha und Minister
Einen Monat später wurde Varma bei der Wahl vom 16. bis 20. März 1977 für die Janata Party (JNP) wieder zum Mitglied der Lok Sabha gewählt. 
Zwei Tage später wurde er am 26. März 1977 von Premierminister Morarji Desai als Minister für parlamentarische Angelegenheiten und Arbeit in dessen Kabinett berufen, dem er bis zum Ende von Desais Amtszeit am 28. Juli 1979 angehörte. Als Arbeitsminister vertrat er die indische Regierung von 1977 bis 1979 auch auf der 61. bis 63. Sitzungen der Konferenzen der Internationalen Arbeitsorganisation (ILO) in Genf und war 1979 Sitzungspräsident der dortigen 63. Sitzung.
Bei der Wahl am 3. und 6. Januar 1980 wurde Varma im Wahlkreis North Bombay abermals zum Mitglied der Lok Sabha gewählt und gehörte dieser in der siebten Legislaturperiode bis zur Wahl im Dezember 1984 an.
| Personendaten    | Personendaten                                                  |
| ---------------- | -------------------------------------------------------------- |
| NAME             | Varma, Ravindra                                                |
| KURZBESCHREIBUNG | indischer Politiker                                            |
| GEBURTSDATUM     | 18. April 1925                                                 |
| GEBURTSORT       | Mavelikara, Distrikt Alappuzha, Britisch-Indien, heute: Kerala |
| STERBEDATUM      | 10. Oktober 2006                                               |